# JR 고베선
JR 고베 선(일본어: JR神戸線, ジェイアールこうべせん)은 서일본 여객철도 (JR 서일본) 도카이도 본선의 오사카역부터 고베역 간 및 산요 본선의 고베역부터 히메지역 간을 부르는 운행 계통이다. 1988년 3월 13일부터 사용하였으며, 한큐 전철 고베 본선 등과의 명칭 충돌을 막기 위하여 JR을 앞에 붙이고 있다.
운행 계통의 색상은 청색(■)이며, JR 교토 선과 같이 서일본 여객철도의 CI 컬러를 색상으로 채용하고 있다.
모든 구간에 JR 교토·고베 선 자동 운행 관리 시스템이 도입되어 있다.

## 개요
신쾌속이 오사카 - 산노미야 간의 30.6km를 최단 20분, 히메지까지의 87.9km를 최단 60분에 잇는다 (오사카 - 히메지간 평균 속도 87.9 km/h). 한큐 전철 고베 본선, 한신 전기 철도 본선, 고베 고속 철도 도자이 선, 산요 전기 철도 본선 등의 사철 노선과 병행하고 있어, 오사카 (사철은 우메다) - 히메지 간의 전선에 걸쳐서 경쟁이 심하게 벌어지고 있다. 운임은 사철 쪽이 싸지만, 소요시간은 JR이 유리하다. 히메지부터 아카시까지 역에서 오사카까지는 (반대 방향도) 낮시간대에 표를 할인 (토요일 및 휴일은 종일 할인)해준다든지, 표의 구간 분할 구입 등을 병행하여 사철 수준의 운임으로 승차하는 것도 가능하다. 스마 - 아사기리 간은 해안선을 따라 달리며, 오사카 만에 떠있는 선박이나 아카시 해협 대교와 아와지도를 차창에서 볼 수 있다.
JR 고베 선 구간 내의 각 역에는 노선용의 접근 멜로디가 도입되어 있다. 이 멜로디는 원래 JR 고베 선의 구간에 포함되지 않는 히메지역의 반탄선, 기신선의 승강장, 산요 본선의 히메지 - 가미고리간, 아코 선의 아이오이 - 반슈아코간의 각 역에도 사용되고 있다.접근 멜로디의 제목은 "잔물결(さざなみ)"이다.멜로디 구버전 듣기 멜로디 신버전 듣기
JR 고베 선의 모든 역에서 J스루 카드, ICOCA, 스룻토 간사이의 PiTaPa, 동일본 여객철도의 Suica, 도카이 여객철도의 TOICA 등의 카드를 이용할 수 있다.
1995년의 한신·아와지 대지진 당시에 롯코미치역 부근의 고가가 붕괴하는 등의 피해가 나왔지만, 신속한 복구 작업 등으로 스미요시 - 나다 간의 최후 복구를 끝으로 3개월 만에 전선 운행이 재개 되었다. 이 복구 작업은 NHK에도 보도된 적이 있다.
롯코미치 - 나다간의 히가시나다 신호장에서부터 고베 항역까지 잇는 일본화물철도의 화물선 (고베 임항선)이 분기하고 있었지만, 2003년 12월 1일의 다카토리역 구내 유치선을 전용한 고베 화물 터미널역의 개업으로 폐지되었다.
2007년 3월 18일에는 아시야 역과 니시노미야 역간의 장거리 구간에서 발생하던 수요를 해결하기 위하여 사쿠라슈쿠가와역이 개업하였으며, 西ノ宮駅(한국어: 니시노미야 역)을 니시노미야시의 요청에 따라 西宮駅(한국어: 니시노미야 역)으로 변경하였다. 2008년 3월 15일에는 다카토리 역과 스마역 사이에 스마 해안공원역을 개업하였다.

## 운행 형태
JR 고베 선에서는 비와코 선, JR 교토 선등에 직통하는 보통 (게이한신 완행선), 쾌속, 신쾌속의 각 열차 외에도 산인 지방에의 특급 열차 등 다양한 종별이 운영된다.
아마가사키 - 니시아카시 간의 각역에 정차하는 보통 열차의 반 정도는 JR 도자이 선, 가타마치 선 (갓켄토시 선)에 직통한다.

### 우등열차
간사이 지방으로부터 산인 지방에의 특급열차로는 오사카역부터 반탄 선을 경유해 하마사카·돗토리 방면으로 향하는 특급 '하마카제'와 교토역부터 치즈 급행선 경유, 돗토리·구라요시 방면으로 향하는 특급 '슈퍼 하쿠토' (교토-히메지 130 km/h 운전) 등이 운전되고 있다.
- 침대특급 '선라이즈 세토' '선라이즈 이즈모' (도쿄 - 다카마쓰·이즈모 시)
- 특급 '슈퍼 하쿠토' (교토 - 돗토리·구라요시)
- 특급 '하마카제' (오사카 - 카스미·하마사카·돗토리)
  - 특급 '하마카제'는 우등열차임에도 불구하고 오사카 - 히메지 간에서 신쾌속보다 느리게 설정되어 있다 (기동차 운전이므로 가속력/최고속력이 낮다).

### 신쾌속
신쾌속은 다수가 히메지역까지의 운전을 행하고 있지만, 일부는 산요 본선 아보시역·가미고리역, 아코 선 반슈아코역까지 입선하기도 한다 (히메지 이서는 각역정차). 전부 223계 1000번대·2000번대로 운전하고 있으며, 아보시까지는 12량 운전의 열차가 있다 (러시아워 시에는 반슈아코, 가미고리 발착의 열차는 아보시 역과 히메지 역에서 분할 병결을 행하는 경우가 많다). 낮 시간대에는 매시간 1편이 반슈아코까지 직통한다. 또, 아시야 역, 산노미야역과 오사카역, 아마가사키 역 (하행에 한해서 JR 도자이 선 직통 열차와 접속)에서 보통 열차와 완급 결합 한다. 단, 러시아워 시에는 오사카 역 혼잡 완화를 위하여 신쾌속이 3, 4번 승강장에서 발착하기 때문에 완급 접속을 하지는 않는다. 또, 러시아워 시간대는 횟수가 늘어나 고베역에서 쾌속과도 연락된다.
병행하는 사철 노선에 대항하기 위하여 JR 발족 이후에는, JR 교토 선과 마찬가지로 교환식 크로스 시트를 설비한 221계나 223계 1000번대·2000번대 등을 투입하여 차량 성능의 한계까지 이끌어내, 특히 히메지 - 가코가와 구간의 평균 속도 100 km/h 이상으로, 특급에서도 찾기 힘든 고속 운전이 행하여지고 있다. 다만, 후쿠치야마 선 탈선 사고로 인하여 어번 네트워크 전 구간의 속도 하향을 불러온 2006년 3월 18일의 시각표 개정으로, 오사카 - 산노미야 간의 소요시간이 19-22분에서 20-23분으로, 오사카 - 히메지 간의 소요시간이 57분에서 60분으로 늘어났다. 그래도 특별 요금을 받지 않는 열차로서는 최고속의 부류에 들어간다.
평일 하행에 니시아카시역 종착의 열차가 설정되어 있으나, 이것은 2004년 10월 6일 시각표 개정부터 마이바라역 발의 니시아카시 행 쾌속을 나가하마역 발의 신쾌속으로 변경하여 운전한 것이다. 2007년 3월 개정으로 다시 마이바라 역 발로 변경되었으나, 2008년 3월 개정으로 쓰루가역 발로 변경되었다.
반슈아코 역 발착의 열차는 오카야마 방면 (아코 선 또는 산요 본선 가미고리 역 경유 등)의 열차와 접속을 고려하고 있다.

### 쾌속
쾌속은 아카시역 이서에서는 보통으로 운전되며, 기본적으로 아보시 역, 반슈아코 역, 가미고리 역까지 입선한다 (낮시간대의 반 정도는 가코가와역 발착이며, 하행 막차는 니시아카시 역 종착 열차). 평일 아침/저녁 러시아워 시간대에 존재하는 외측선/열차선 주행의 쾌속은 해당 선로에 플랫폼이 없는 스마역, 다루미역, 마이코역에는 정차하지 않고 통과한다. 원칙은 아마가사키 역에서 JR 도자이 선 - JR 다카라즈카 선 직통의 쾌속 열차와 상호 접속을 행한다. 이른 아침과 밤 시간대를 제외하고 기본적으로 가코가와 역에서 신쾌속과 완급 결합을 행한다 (러시아워 시간대에는 일부 예외가 있어, 쓰치야마역이나 오쿠보역 등에서 대피하는 경우도 있다. 열차선 주행의 쾌속은 고베역에서 신쾌속을 대피.). 또, 아시야 역과 스마 역에서는 보통과 완급 결합한다(낮시간대 일부 제외). 차량은 221, 223계 1000번대·2000번대·6000번대 (아보시 소속차량)이 투입된다. 아침 러시아워 시의 오사카 방면으로 가는 열차는 외측선을 주행, 130 km/h 운전을 행하는 관계로 223계 1000번대·2000번대로의 운전이 행하여지고 있으며, 그 밖의 경우에는 120 km/h 운전을 하기 때문에 상기의 차량이 모두 투입된다. 현재, 낮시간대의 운행에서는 221계 대신에 223계의 운행이 증가하고 있다. 니시아카시 이서에서 상행 열차는 기본적으로 니시아카시 행을 제외하고는 '보통 (아카시부터 쾌속)'으로 표기하지만 역의 LED 발차표나 자동방송에서는 니시아카시부터 쾌속으로 안내한다. 역의 시각표 상에서는 상행 열차는 히메지 - 오쿠보 간에서도 쾌속으로 안내하고 있다.
히메지 - 반슈아코·가미고리 간은 오카야마 역 발착의 열차도 포함되어 반슈아코·가미고리까지의 구간열차도 존재한다. 이 경우는 221계, 223계의 4량 편성으로 운전되며, 낮시간대는 반슈아코 행이 되어 산요 본선측에서는 아이오이 역에서 되돌림 운전을 행하고 있다. 또, 이른 아침이나 심야는 차량 입출고 관계로 니시아카시 발착의 구간 열차도 존재하는데, 이 경우에는 JR 고베 선에서 운행이 드문 4량 편성이 대부분이다. 2002년 3월 개정 전까지는 오카야마 전차구의 115계도 입선하였지만 이후 히메지 발착으로 변경되었다. 또 그 당시에는 오사카 방면에서 비젠카타카미역까지 운행하는 열차도 존재 했다. 그 이전에는 하쿠비 선 빗추타카하시역발 니시아카시 행 보통 열차가 있었던 시기도 있다.
덧붙여, 종별막은 하행의 경우 아카시 역에서 쾌속 -> 보통으로, 상행의 경우 니시아카시 역에서 보통 -> 쾌속으로 바꾼다.

### 보통
서쪽으로는 니시아카시 역까지의 운전이 기본이나, 러시아워 시에는 가코가와 행과 오쿠보 행도 존재한다. 시각표는 기본적으로 15분 간격으로 JR 교토 선 교토 역 - 니시아카시 역 (낮의 일부는 스마까지)의 열차와 JR 도자이 선·갓켄토시 선 마쓰이야마테역 - 니시아카시 역간의 열차가 번갈아가면서 운행된다. 또, 아침 러시아워대에는 아마가사키 역에서 되돌림 운전하는 열차도 있으며, 이때는 JR 도자이 선 - 후쿠치야마 선 직통 열차와 상호 접속이 이루어진다.
JR 도자이 선으로부터의 직통 열차는 아마가사키 역에서 다카쓰키역 - 신산다역간의 보통 열차와 상호 접속한다. 일중에는 시간당 평균 8개 열차이지만, 낮시간대 스마 - 니시아카시 간은 시간당 6개 열차가 되는 시간대가 있다. 아침에는 고시엔구치역 발착의 열차도 존재했지만, 2007년 8월 27일부터의 역 시설 공사로 아마가사키 발착과 아시야 발로 변경되었다가, 2008년 3월 개정에서 모두 사라졌다. 일본국유철도 시대에는 고시엔구치 역 발착의 열차가 종일 설정되어 있었다.
차량은 207계와 321계로 운전되고 있으며, 321계는 JR 도자이 선·갓켄토시 선 직통열차로 사용될 때 마쓰이야마테 역 이서에서 발착하는 열차로만 사용된다.
오사카 역에서 효고역 서쪽 까지는 방향별 복복선 (외/내)를 이루다가, 효고 역 서쪽부터 니시아카시 역까지는 선로별 복복선 (전차/열차)을 이루며, 니시아카시 역부터 히메지 역까지는 복선 구간이다. 복복선 구간에서는 내측선/전차선은 보통과 쾌속 (일부 제외)이, 외측선/열차선은 일부 쾌속과 신쾌속, 우등 열차등이 운행한다. 신나가타역부터 아사기리 역까지는 열차선에 플랫폼이 없다.
오사카 역에서 후쿠치야마 선에 직통하는 보통의 일부는 아마가사키 역까지 외측선을 주행하여 쓰카모토역을 통과하는 경우도 있다.

## 한신·아와지 대진재
한신·아와지 대지진으로 니시노미야역-스마역 사이에서 화물열차를 포함한 열차 8대가 탈선했으며 다카토리 공장에서도 39량의 열차가 탈선하여 전복되었다. 역 관계 시설에서는 롯코미치역을 중심으로 고가철도와 기둥에 큰 피해를 입었으며 신나가타역에서는 성토가 붕괴되어 역사가 땅 밑으로 꺼졌다. 또한 다카토리 공장은 건물이 붕괴되고 검수고와 검수 설비에 피해를 입었으며 흙막이를 하는 옹벽이 붕괴되는 피해를 입었다.
지진 발생 직후 전 노선의 운행을 중지했지만 지진 발생 당일 운행 재개가 불가능해 그 다음날인 18일 오사카역-아마가사키역(- 후쿠치야마선 쓰카구치역)의 단선 구간과 니시아카시역-히메지역 구간 운행을 재개하였다. 운행 재개는 회차가 가능한 역을 활용해 공사하는 식으로 넓혔는데, 회차가 불가능한 스마역과 스미요시역에서는 새롭게 임시 선로를 깔고 나다역에서는 전 역인 히가시나다 신호장의 구내 배선을 변경하여 인상선으로 만들어 회차를 가능하게 전환하였다.
니시아카시 방면으로는 홈이 있는 상하행 전차선 우선 복구를 시작했지만 나다역-효고역 구간은 방향별로 선로가 서로 달라 우선 바다 쪽 2개 선(하행 전차선, 열차선) 우선 복구를 시작하였다. 신나가타역 지역은 피해가 매우 커 하행선과 와다미사키선의 간이 운전선을 활용해 복선화하였다. 당시 간이 운전선은 비전철화 구간이었기 때문에 급히 전철화하였다. 이어 신나가타역은 역사가 완전히 파괴되어 1월 30일 고베역-스마역 사이 구간이 재개될때도 무정차 통과했으며 3월 10일 가역사가 건설되고 나서 정차를 시작했다.
열차 시간표에서는 오사카 방면에서 고시엔구치역까지 복구시에는 신쾌속(오사카역 서쪽은 각역정차)과 보통열차만 운행하여 교토 방면에서 쾌속은 오사카역에서 회송하였다. 오사카 방면 신쾌속은 아시야역이 복구되자 운행을 재개했지만 히메지 방면으로는 3월 12일이 넘어서야 신쾌속 운행이 재개되었다.
지진 복구 작업이 이루어지면서 폐쇄 구간도 점차 줄어들었지만 폐쇄 구간 너머 동서 양쪽에 있던 구간은 당시 가지고 있었던 차량으로만 운행해야 했고 특히 폐쇄 구간 동쪽의 열차가 모자랐다. 이 때문에 반탄선 우회 구간으로 차량을 회송했는데 반탄선은 당시 비전철화 구간이었기 때문에 팬터그래프 등의 열차 부속부품을 아보시 전차구(현재 아보시 종합차량소)에서 철거한 후 디젤 기관차가 견인하여 후쿠치야마 운전소(현재 후쿠치야마 전차구)까지 회송한 후 이 운전소에서 떼어냈던 부품을 다시 붙여 자력으로 미야하라 전차구(현 미야하라 종합 운전소)로 회송하였다.
롯코미치역을 포함한 스미요시역-나다역 구간은 고가도로 다리 붕괴로 가장 큰 피해를 입어 마지막까지 폐쇄 구간으로 남아 있었으나 74일만인 4월 1일 전 구간 복구가 완료되었다. 지진 후 처음으로 복구된 한신칸의 철도가 되어 이날 발표된 열차 운행계획 개정에서 신쾌속선이 증편되었다. 복구 구간이 연장될 때마다 재개통 직후부터 안정 운행 가능 시기까지의 임시 시간표와 이후 정식 시간표가 도입된 후 다음 복구 구간이 이어질 때까지의 잠정 시간표 2종류가 만들어져 지진 발생 직후부터 전 노선 복구 기간까지 철도 시간표가 총 18회 개정되었다.
아래는 노선 복구 연표이다.

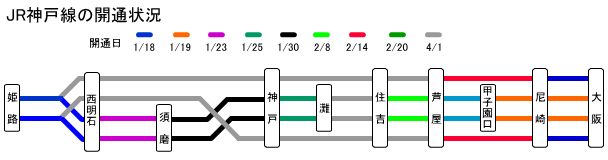
JR 고베선의 복구 연표를 그린 지도.

- 1월 18일: 오사카역-쓰카구치역, 니시아카시역-히메지역 구간 개통. 오사카역-쓰카구치역 구간은 상하행 외측선 단선 보통열차만 운행하고 JR 후쿠치야마선 쓰카구치역에서 회송.
- 1월 19일: 오사카역-고시엔구치역 상하행 내측선 복구. 보통열차만 운행.
- 1월 23일: 스마역-니시아카시역 구간 복구.[8] 상하행 전차선을 사용해 쾌속, 보통열차 운행.
- 1월 25일: 고시엔구치역-아시야역 구간 상하행 내측선 복구.[8] 보통열차는 아시야역에서, 신쾌속(오사카역-고시엔구치역간 보통열차로 운행)은 고시엔구치역에서 회송.
- 1월 30일: 고베역-스마역 구간 복구.[8] 효고역-스마역 구간은 상하행 열차선으로 운행하는 신나가타역-다카토리역 구간을 제외하고 상하행 안쪽 구간과 전차선에서 운행. 신나가타역은 통과.
- 2월 8일: 아시야역-스미요시역 구간 상하행 내측선 복구.[8] 보통열차는 스미요시역까지, 신쾌속은 아시야역까지 운행.
- 2월 14일: 아마가사키역-아시야역 간 상하행 외측선 복구. 보통열차 및 신쾌속은 스미요시역까지, 쾌속은 아시야역까지 운행.
- 2월 20일: 나다역-고베역 구간 하행 내, 외측선 복구.[8] 고베시 중심부까지 노선을 연장하여 복구한 최초의 노선이 되었다.
- 3월 10일: 효고역-다카토리역 구간 전차선을 복구하여 신나가타역 영업을 재개.
- 3월 26일: 나다역-고베역 구간 상행 내측선을 복구하여 상행 열차는 상행 내측선으로 운행 시작.
- 3월 27일: 나다역-고베역 구간 하행 열차가 하행 내측선으로 운행 시작.
- 4월 1일: 마지막까지 복구 작업을 하던 스미요시역-나다역 구간이 복구되어 전 노선 복구 완료.

## 역 일람
- 쾌속: 아카시 역 이서에서는 보통으로 운전. JR 도자이 선 직통의 쾌속, 구간쾌속은 JR 고베 선과 JR 도자이 선에서 각역정차한다.
- 특급 열차의 정차역은 각 열차의 항목을 참조.

범례
정차역 … ●: 정차 ｜: 통과
| 정식 노선명   | 역명           | 일어 역명    | 쾌속 | 신쾌속 | 접속 노선 | 역간 거리 | 영업 거리    | 소재지       | 소재지       | 소재지       |
| ------------- | -------------- | ------------ | ---- | ------ | --- | --------- | ------------ | ------------ | ------------ | ------------ |
| 도카이도 본선 | 오사카         | 大阪         | ●    | ●      | ■ JR 교토 선 (직결 운행) ■ 후쿠치야마 선 ■ 오사카 순환선 ■ JR 도자이 선 (기타신치역) ■ 한큐 전철 교토 · 다카라즈카 · 고베 본선 (우메다역) ■ 한신 전기 철도 본선 (우메다 역) ■ 오사카 시 교통국 지하철 미도스지 선 (우메다 역) ■ 오사카 시 교통국 지하철 다니마치 선 (히가시우메다 역) ■ 오사카 시 교통국 지하철 요쓰바시 선 (니시우메다 역) | 0.0       | 0.0          | 오사카부     | 오사카시     | 기타구       |
| 도카이도 본선 | 쓰카모토       | 塚本         | ｜   | ｜     | | 3.4       | 3.4          | 오사카부     | 오사카시     | 요도가와구   |
| 도카이도 본선 | 아마가사키     | 尼崎         | ●    | ●      | ■ 후쿠치야마 선 (직결 운행) ■ JR 도자이 선 (직결 운행) | 4.3       | 7.7          | 효고현       | 아마가사키시 | 아마가사키시 |
| 도카이도 본선 | 다치바나       | 立花         | ｜   | ｜     | | 3.0       | 10.7         | 효고현       | 아마가사키시 | 아마가사키시 |
| 도카이도 본선 | 고시엔구치     | 甲子園口     | ｜   | ｜     | 2.2 | 12.9      | 니시노미야시 | 니시노미야시 |              |              |
| 도카이도 본선 | 니시노미야     | 西宮         | ●    | ｜     | 2.5 | 15.4      | 니시노미야시 | 니시노미야시 |              |              |
| 도카이도 본선 | 사쿠라슈쿠가와 | さくら夙川   | ｜   | ｜     | 1.5 | 16.9      | 니시노미야시 | 니시노미야시 |              |              |
| 도카이도 본선 | 아시야         | 芦屋         | ●    | ●      | 2.3 | 19.2      | 아시야시     | 아시야시     |              |              |
| 도카이도 본선 | 고난야마테     | 甲南山手     | ｜   | ｜     | 1.4 | 20.6      | 고베시       | 히가시나다구 |              |              |
| 도카이도 본선 | 셋쓰모토야마   | 摂津本山     | ｜   | ｜     | 1.5 | 22.1      | 고베시       | 히가시나다구 |              |              |
| 도카이도 본선 | 스미요시       | 住吉         | ●    | ｜     | 고베 신교통 롯코아일랜드 선 | 1.6       | 고베시       | 히가시나다구 | 23.7         |              |
| 도카이도 본선 | 롯코미치       | 六甲道       | ●    | ｜     | | 2.2       | 고베시       | 25.9         | 나다구       |              |
| 도카이도 본선 | 마야           | 摩耶         | ｜   | ｜     | 1.4 | 27.3      | 고베시       |              | 나다구       |              |
| 도카이도 본선 | 나다           | 灘           | ｜   | ｜     | 2.3 | 28.2      | 고베시       |              | 나다구       |              |
| 도카이도 본선 | 산노미야       | 三ノ宮       | ●    | ●      | ■ 한큐 전철 고베 본선 ■ 한신 전기 철도 본선 고베 고속 철도 도자이 선 고베 신교통 포트아일랜드 선 ■ 고베 시 교통국 세이신·야마테 선 ■ 고베 시 교통국 가이간 선 | 2.4       | 고베시       | 30.6         | 주오구       |              |
| 도카이도 본선 | 모토마치       | 元町         | ｜   | ｜     | ■ 한신 전기 철도 본선 고베 고속 철도 도자이 선 | 0.8       | 고베시       | 31.4         | 주오구       |              |
| 도카이도 본선 | 고베           | 神戸         | ●    | ●      | 고베 고속 철도 도자이 선 (고소쿠고베 역) ■ 고베 시 교통국 지하철 가이간 선 | 1.7       | 고베시       | 33.1         | 주오구       |              |
| 산요 본선     | 효고           | 兵庫         | ●    | ｜     | ■ 와다미사키 선 | 1.8       | 고베시       | 34.9         | 효고구       |              |
| 산요 본선     | 신나가타       | 新長田       | ｜   | ｜     | ■ 고베 시 교통국 지하철 세이신·야마테 선 ■ 고베 시 교통국 지하철 가이간 선 | 2.3       | 고베시       | 37.2         | 나가타구     |              |
| 산요 본선     | 다카토리       | 鷹取         | ｜   | ｜     | | 1.0       | 고베시       | 38.2         | 스마구       |              |
| 산요 본선     | 스마카이힌코엔 | 須磨海浜公園 | ｜   | ｜     | 0.9 | 39.1      | 고베시       |              | 스마구       |              |
| 산요 본선     | 스마           | 須磨         | ●    | ｜     | 1.3 | 40.4      | 고베시       |              | 스마구       |              |
| 산요 본선     | 시오야         | 塩屋         | ｜   | ｜     | 2.9 | 43.3      | 고베시       | 다루미구     |              |              |
| 산요 본선     | 다루미         | 垂水         | ●    | ｜     | 2.9 | 46.2      | 고베시       | 다루미구     |              |              |
| 산요 본선     | 마이코         | 舞子         | ●    | ｜     | 2.0 | 48.2      | 고베시       | 다루미구     |              |              |
| 산요 본선     | 아사기리       | 朝霧         | ｜   | ｜     | 1.9 | 50.1      | 아카시시     | 아카시시     |              |              |
| 산요 본선     | 아카시         | 明石         | ●    | ●      | 2.4 | 52.5      | 아카시시     | 아카시시     |              |              |
| 산요 본선     | 니시아카시     | 西明石       | ●    | ●      | ■ 산요 신칸센 | 3.4       | 아카시시     | 아카시시     | 55.9         |              |
| 산요 본선     | 오쿠보         | 大久保       | ●    | ｜     | | 2.8       | 아카시시     | 아카시시     | 58.7         |              |
| 산요 본선     | 우오즈미       | 魚住         | ●    | ｜     | 3.5 | 62.2      | 아카시시     | 아카시시     |              |              |
| 산요 본선     | 쓰치야마       | 土山         | ●    | ｜     | 3.1 | 65.3      | 가코군       | 하리마정     |              |              |
| 산요 본선     | 히가시카고가와 | 東加古川     | ●    | ｜     | 3.3 | 68.6      | 가코가와시   | 가코가와시   |              |              |
| 산요 본선     | 가코가와       | 加古川       | ●    | ●      | ■ 가코가와 선 | 3.6       | 가코가와시   | 가코가와시   | 72.2         |              |
| 산요 본선     | 호덴           | 宝殿         | ●    | ｜     | | 3.3       | 75.5         | 다카사고시   | 다카사고시   |              |
| 산요 본선     | 소네           | 曽根         | ●    | ｜     | 4.0 | 79.5      |              | 다카사고시   | 다카사고시   |              |
| 산요 본선     | 히메지벳쇼     | ひめじ別所   | ●    | ｜     | 2.0 | 81.5      | 히메지시     | 히메지시     |              |              |
| 산요 본선     | 고차쿠         | 御着         | ●    | ｜     | 2.1 | 83.6      | 히메지시     | 히메지시     |              |              |
| 산요 본선     | 히메지         | 姫路         | ●    | ●      | ■ 산요 신칸센 ■ 산요 본선 (오카야마 방면) ■ 반탄 선 ■ 기신 선 | 4.3       | 히메지시     | 히메지시     | 87.9         |              |

## 같이 보기
- 어번 네트워크
- 게이한신 완행선